# (35775) 1999 JW9
1999 JW9 (asteroide 35775) é um asteroide da cintura principal. Possui uma excentricidade de 0.12012300 e uma inclinação de 12.93586º.
Este asteroide foi descoberto no dia 8 de maio de 1999 por CSS em Catalina.